# Barceló (Málaga)
Barcelóna es un barrio perteneciente al distrito Carretera de Cádiz de la ciudad andaluza de Málaga, España. Según la delimitación oficial del ayuntamiento, limita al norte con el barrio de El Duende; al este, con el polígono industrial Nuevo San Andrés; al sur, con los barrios de Vistafranca y La Luz; y al oeste, con el barrio de Nuevo San Andrés 2.holi 

## Transporte
En autobús queda conectado mediante las siguientes líneas de la EMT: 
| Línea | Trayecto                                   | Recorrido | Frecuencia  |
| ----- | ------------------------------------------ | --------- | ----------- |
| 1     | Parque del Sur - Avda. Europa (San Andrés) | Recorrido | 8-9 minutos |